# South Galloway Township
South Galloway Township est un township  du comté de Christian dans le Missouri, aux États-Unis,. Il est baptisé en référence à la famille Galloway.

## Source de la traduction
- (en) Cet article est partiellement ou en totalité issu de l’article de Wikipédia en anglais intitulé « South Galloway Township, Chariton County, Missouri » (voir la liste des auteurs).